# Renate Reinsve
Renate Reinsve, née le 24 novembre 1987 à Nedre Eiker (Norvège), est une actrice norvégienne.  
Elle est notamment connue pour avoir remporté le prix d’interprétation féminine au Festival de Cannes 2021 pour son rôle principal dans Julie (en 12 chapitres) de Joachim Trier, un rôle écrit spécifiquement pour elle par le réalisateur dano-norvégien.

## Biographie
Renate Reinsve étudie le théâtre à l’Académie nationale norvégienne du théâtre (Statens teaterhøgskole), intégrée à l’École nationale des arts d'Oslo, de 2009 à 2013. Avant de percer au cinéma, elle traverse des périodes de doute et envisage d’abandonner sa carrière d’actrice, marquée par des années de petits rôles et de solitude.

## Carrière
Après sa formation, elle débute au Trøndelag Teater de Trondheim dans Peer Gynt (2013).  
En 2014, elle reçoit le prix Hedda du meilleur second rôle féminin pour son interprétation de l’institutrice dans La Visite de la vieille dame de Friedrich Dürrenmatt.
L’année suivante, elle est à nouveau nommée au prix Hedda pour son rôle de Maja Rubek dans Quand nous nous réveillerons d'entre les morts d’Henrik Ibsen et joue Ophélie dans Hamlet au Trøndelag Teater. Elle apparaît aussi dans le film d’horreur Villmark 2 (2015).
En 2016, elle rejoint le Det Norske Teatret d’Oslo, où elle interprète notamment Frøya dans une adaptation scénique de l’Edda et, en 2018, Ismène dans Antigone.  
Elle est nommée la même année au prix Amanda pour Bienvenus ! (Welcome to Norway) de Rune Denstad Langlo. Elle incarne également la mère de Lillebror dans Ekspedisjon Knerten (2017).
En 2018, elle tient le rôle de Siri dans la série Nesten voksen de NRK1.  
En 2021, sa performance dans Julie (en 12 chapitres) de Joachim Trier lui vaut le prix d’interprétation féminine au Festival de Cannes. Ce rôle marque un tournant dans sa carrière, après des années de petits rôles, notamment dans Oslo, 31 août (2011) du même réalisateur, où elle tenait un rôle mineur de figuration nécessitant une dizaine de jours de tournage.
En 2025, elle retrouve Joachim Trier dans Valeur sentimentale, sorti en France le 20 août, où elle incarne Nora, consolidant sa place dans le cinéma d’auteur européen.

## Filmographie

### Cinéma

#### Longs métrages
- 2011 : Oslo, 31 août de Joachim Trier : Renate
- 2012 : Kompani Orheim d’Arild Andresen : Lene
- 2015 : Kvinner i for store herreskjorter d’Yngvild Sve Flikke : Ane
- 2015 : Villmark 2 de Pål Øie : Synne
- 2016 : Bienvenus ! de Rune Denstad Langlo : Line
- 2017 : Ekspedisjon Knerten d’Andreas J. Riiser : Mor
- 2018 : Føniks de Camilla Strøm Henriksen : Kristin
- 2021 : Julie (en 12 chapitres) de Joachim Trier : Julie
- 2024 : Håndtering av udøde de Thea Hvistendahl :
- 2024 : La Convocation de Halfdan Ullmann Tøndel : Elizabeth
- 2024 : Another End de Piero Messina : Zoe
- 2024 : A Different Man d’Aaron Schimberg : Ingrid
- 2025 : Valeur sentimentale de Joachim Trier : Nora
- 2026 :  Fjord de Cristian Mungiu
- 2026 : The Backrooms de Kane Parsons
- TBA : Somewhere Out There de Alexander Payne

#### Courts métrages
- 2015 : Skyggene av byen - Pilot de Christopher Wollebekk : Maria
- 2017 : Små, søte kaker d’Henry K. Norvalls : Anne
- 2018 : De Hensynsløse de Rikke Gregersen : Silje
- 2020 : The Affected de Rikke Gregersen : Rita
- 2021 : Cake Bomb d’Alexi Tan : March

### Télévision
- 2017–2019 : Best : Før : Anemone
- 2018 : Nesten voksen : Siri
- 2018 : Roeng : Lena
- 2018–2021 : Hvite gutter : Frida
- 2024 : Présumé innocent : Carolyn Polhemus

## Distinctions

### Récompenses
- Festival de Cannes 2021 : Prix d’interprétation féminine pour Julie (en 12 chapitres)

### Nominations
- Prix Amanda 2016 : Meilleure actrice dans un second rôle pour Bienvenus !